# ESTfield
ESTfield är en Lotus 7-kopia som tillverkas av RaceTech i Estland antingen som byggsatsbil eller i färdig form. Designen är baserad på Locost men anpassad för Lada-delar. Racetech har också utvecklar många varianer för olika motorer och växellådor från tillverkare som till exempel Volvo och BMW och de har också gjort en extra stark version designad för att klara av en V8a.